# Myiagra freycineti
El monarca de Guam  (Myiagra freycineti) es una especie extinta de ave paseriforme de la familia Monarchidae endémica de la isla de Guam.
En Guam se la denominaba chuguangguang.
Aunque común en Guam hasta principios de la década de 1970, la población de este pájaro comenzó a disminuir con rapidez a causa de la depredación por parte de la serpiente arbórea marrón (Boiga irregularis), la cual había sido introducida en la isla durante la década de 1940. El último avistamiento fue realizado en 1983.
Dado lo pequeño de la superficie de la isla, la ausencia completa de avistamientos recientes, y la presencia extendida de la serpiente arbórea marrón en el antiguo hábitat de esta ave, es que se considera extinto al monarca de Guam.

## Descripción
El monarca de Guam media unos 13 cm de largo. En las aves adultas la cabeza y el cuello eran de color azul con un brillo metálico. Las coberteras de las alas de la espalda y superiores eran azul verdoso. La grupa era de color azul verdoso con una sombra de gris. La barbilla y la garganta eran blancos. El pecho era canela brillante. La cola era de color azul-grisáceo. Pico y patas eran negras. El iris es de color marrón oscuro.

## Estado
El ave era reservada y se encontraba principalmente en bosques de piedra caliza y barrancos. Aunque es común en Guam tan recientemente como a principios de la década de 1970, la población del papamoscas disminuyó rápidamente debido a la depredación de la serpiente arbórea marrón que se introdujo accidentalmente en la isla en la década de 1940. El último avistamiento del papamoscas ocurrió en el área de Santa Rosa en 1983.
Dado el pequeño tamaño de la isla, la ausencia total de avistamientos recientes y la presencia universal de la serpiente de árbol marrón en el antiguo hábitat del ave, el monarca de Guam se considera extinto.